# Storia della nazionale di calcio dell'Argentina
La nazionale argentina ha vinto 16 Coppe America (record) e 3 Coppe del mondo (vinte nel 1978 in casa, nel 1986 in Messico e nel 2022 in Qatar). Inoltre si è piazzata seconda in Coppa America per 14 volte (record) ed è stata finalista perdente al mondiale 1930 (sconfitta dall'Uruguay), al mondiale 1990 e al mondiale 2014 (sconfitta in entrambe le circostanze dalla Germania). La nazionale olimpica argentina ha vinto 2 medaglie d'oro alle Olimpiadi (nel 2004 e nel 2008) e due medaglie d'argento (nel 1928 e nel 1996). Ha vinto anche la prima edizione della Confederations Cup, nel 1992, e cinque edizioni dei Giochi panamericani (1951, 1955, 1959, 1971, 1995). È, insieme alla Spagna, una delle due nazionali che si sono aggiudicate due titoli continentali e un titolo mondiale di seguito.

## Dalla nascita ai Giochi Olimpici del 1928
La prima partita ufficiale della nazionale argentina fu Uruguay-Argentina, giocata il 20 luglio 1902 a Montevideo.
La squadra vinse per la prima volta il campionato sudamericano nel 1921, per poi ripetersi nel 1925, nel 1927 e nel 1929. La prima partecipazione della nazionale maggiore dell'Argentina ai Giochi olimpici risale al 1928; il CT José Lago Millán convocò 22 giocatori, alcuni dei quali avrebbero partecipato al mondiale 1930. Il primo incontro fu disputato con la nazionale degli Stati Uniti, il 30 maggio ad Amsterdam: i sudamericani vinsero agevolmente, con il risultato di 11-2. Ottenuto l'accesso ai quarti di finale, il 2 giugno la nazionale superò il Belgio per 6 reti a 3, con la tripletta di Domingo Tarasconi. Ancora Tarasconi si rese decisivo il 6 giugno contro l'Egitto, sconfitto con 6 gol e triplette dello stesso Tarasconi e di Bernabé Ferreyra.
La finale vide contrapporsi due squadre del Sud America, Uruguay e Argentina; la prima gara, giocata il 10 giugno terminò con un pareggio per 1-1, con gol di Petrone e Ferreyra, e si dovette dunque disputare lo spareggio, che si tenne il 13 giugno: questa volta, ebbe la meglio l'Uruguay, grazie alle reti di Figueroa e Scarone. Dato che l'Argentina perse la finale fu premiata con la medaglia d'argento.

## Dagli anni trenta ai settanta

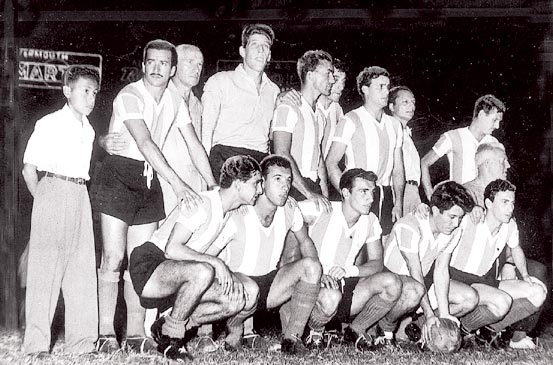
L'Argentina campione sudamericana nel 1957

Nel 1937 l'Argentina si aggiudicò nuovamente il titolo continentale, per poi ottenere il successo anche nel 1941, nel 1945, nel 1946 e nel 1947. Nuove vittorie nel torneo continentale furono centrate nel 1955, nel 1957 e nel 1959. 
Dagli anni trenta alla fine degli anni settanta la nazionale argentina non ottenne, però, particolari risultati al campionato del mondo, a parte il secondo posto nella prima edizione del 1930. Il motivo di questi insuccessi (a tre edizioni, nel 1938, 1950 e 1954 rinunciò a partecipare e a quella del 1970 non si qualificò, eliminata nel girone con Perù e Bolivia) risiedeva nel fatto che la maggior parte dei giocatori argentini giocavano in campionati esteri e non in Primera División e, per una regola dell'AFA, solo i giocatori che giocavano nel campionato nazionale potevano essere convocati in nazionale. Spesso gli argentini uscirono al primo turno (ciò accadde nel 1934, nel 1958 e nel 1962), mentre nel 1966 furono eliminati ai quarti di finale dall'Inghilterra padrona di casa, poi campione del mondo. Memorabile, seppur negativamente, è l'umiliante sconfitta subita al mondiale svedese contro la Cecoslovacchia, che batté gli argentini campioni del Sudamerica in carica per 6-1, punteggio che risulta ancora oggi una delle sconfitte più larghe dell'Albiceleste.

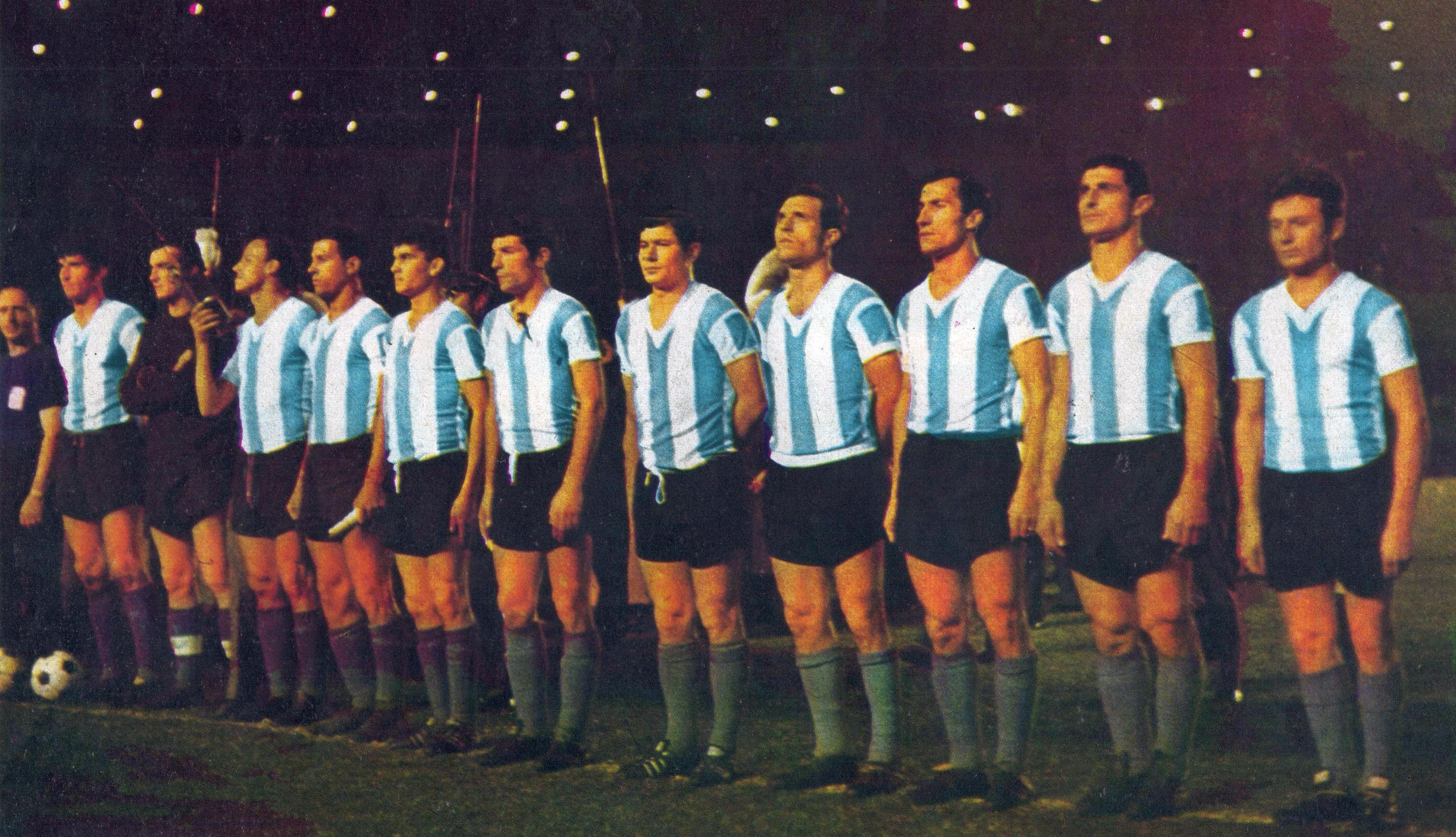
Una formazione argentina nella Taça das Nações del 1964

Questi risultati altalenanti proseguirono sino al campionato mondiale del 1974, da cui l'Argentina uscì al secondo turno (battuta dall'Olanda per 4-0), dopo avere eliminato l'Italia nel girone iniziale.
Grazie ai risultati conseguiti successivamente, la nazionale argentina risulta al quarto posto per numero di partecipazioni, di partite e di finali disputate nelle fasi finali dei mondiali (dietro il Brasile, la Germania e l'Italia) e dal 1974 si è sempre qualificata per la fase finale del torneo, terza striscia di partecipazioni consecutive attualmente in essere, dopo quelle del Brasile (presente in tutte le edizioni) e della Germania (presente ininterrottamente dal 1954).

## L'era Menotti
Quattro anni dopo l'Argentina vinse il suo primo titolo mondiale nell'edizione giocata in casa nel 1978, battendo il 25 giugno in finale i Paesi Bassi. Il mondiale del 1978 fu caratterizzato dalla forte tensione provocata dalla situazione in Argentina, dopo l'assunzione del potere da parte di un regime militare nel 1976 e dal grande fervore nazionalistico dell'ambiente e del pubblico di casa. Durante il torneo l'Argentina venne fortemente sostenuta dall'ambiente e dal pubblico e, nonostante molte difficoltà e la sconfitta con l'Italia nel turno eliminatorio, riuscì a raggiungere la finale dopo la rocambolesca vittoria per 6-0 contro il Perù nella partita decisiva del secondo turno di gare.
La finale, giocata tra l'entusiasmo e l'estremo patriottismo del pubblico argentino, fu caratterizzata dal gioco molto falloso e a tratti violento e dalle proteste olandesi per l'arbitraggio, ritenuto favorevole ai padroni di casa, e per l'atteggiamento ostile dell'organizzazione. L'atto conclusivo del mondiale vide prevalere gli argentini con il risultato di 3-1 dopo una drammatica e caotica partita, decisa nei tempi supplementari. La coppa venne consegnata, in un'atmosfera di grande nazionalismo, al capitano Daniel Passarella, personalmente dal capo del regime militare, generale Jorge Rafael Videla.
Curiosamente la nazionale argentina del vittorioso mondiale del 1978 aveva dato i numeri ai giocatori della propria rosa in ordine alfabetico, così che l'attaccante Alonso aveva il numero 1, il centrocampista Ardiles un insolito numero 2 (sarà poi quest'ultimo con il numero 1 al campionato mondiale del 1982) e i portieri Baley, Fillol e Lavolpe rispettivamente il 3, il 5 e il 13.
Al campionato mondiale del 1982, in Spagna, l'Albiceleste si presentò come campione in carica. Superato con qualche difficoltà il proprio girone come seconda (perse, infatti, la gara inaugurale contro il Belgio vice-campione d'Europa per 1-0), fu battuta nella seconda fase a gironi dall'Italia per 2-1 e dal Brasile per 3-1 e quindi estromessa dalla competizione.

## L'era Bilardo-Maradona
Quattro anni più tardi, al campionato mondiale del 1986, in Messico, la squadra allenata da Carlos Bilardo trionfò, trascinata dal fuoriclasse Diego Armando Maradona. Dopo aver vinto il proprio girone (3-1 alla Corea del Sud, 1-1 contro l'Italia campione del mondo uscente e 2-0 sulla Bulgaria), la nazionale argentina superò nell'ordine Uruguay (1-0 agli ottavi), Inghilterra (2-1 ai quarti) e la sorpresa Belgio (2-0 in semifinale), per poi sconfiggere la Germania Ovest (3-2) nella finalissima. Resta indimenticabile, però, la partita Argentina-Inghilterra, in cui prima Maradona segnò di mano (la cosiddetta Mano de Dios), poi dribblò sei avversari (portiere compreso) e segnò la rete del 2-0, uno dei gol più belli nella storia del calcio, che fu successivamente eletto dalla FIFA "il gol del secolo".

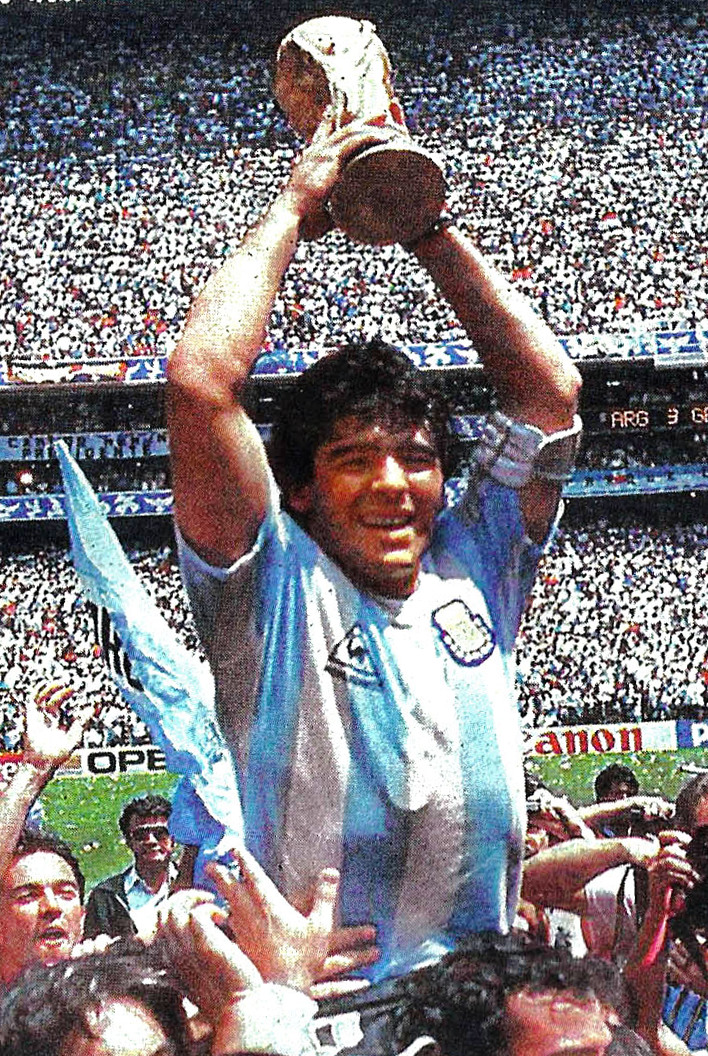
Diego Armando Maradona, portato in trionfo, solleva la seconda Coppa del mondo vinta dall'Argentina, nel 1986

L'Argentina si presentò come padrona di casa ai nastri di partenza della Coppa America 1987, un'edizione rinnovata nella formula. La squadra, composta da un misto di giocatori che militavano nel campionato locale e giocatori che militavano nei campionati europei, debuttò con un pareggio per 1-1 contro il Perù e batté poi l'Ecuador per 3-0, vincendo così il minigirone e qualificandosi alle semifinali. Il 9 luglio perse di misura (0-1) contro l'Uruguay campione in carica e fu eliminata. Uscì sconfitta anche dalla finale per il terzo posto, dove cedette (1-2) alla Colombia il terzo gradino del podio. Il 16 dicembre la selezione argentina batté per 1-0 in amichevole la Germania Ovest allo stadio José Amalfitani.
Nel 1988 l'Argentina partecipò al Torneo delle 4 nazioni, competizione ad inviti che fungeva da vetrina in vista del campionato europeo di calcio 1988. Tutti e quattro gli incontri si tennero allo stadio Olimpico di Berlino. Il 31 marzo la squadra di Bilardo perse (2-4) contro l'Unione Sovietica in semifinale e il 2 aprile venne battuta anche nella finale per il terzo posto dalla Germania Ovest (0-1). Il torneo fu vinto dalla Svezia.
Nello stesso anno, in Australia, la squadra sudamericana partecipò poi alla Gold Cup Bicentenario Australia, cui presero parte, oltre ai campioni del mondo dell'Argentina, i campioni d'Asia dell'Arabia Saudita, il Brasile numero uno della classifica FIFA e l'Australia nazionale del paese ospitante. La formula del torneo prevedeva un girone all'italiana, in cui ogni squadra disputava tre incontri, e una seconda fase, con finale per il terzo posto tra terza e quarta classificata nel girone e finalissima tra le prime due classificate. Il 6 luglio gli argentini pareggiarono per 2-2 contro i sauditi e il 9 luglio pareggiarono a reti bianche contro i brasiliani. Il 14 luglio subirono una sonora sconfitta (1-4) contro l'Australia e giunsero così terzi nel raggruppamento. Nella finale per il terzo posto vinsero per 2-0 contro l'Arabia Saudita.
Nella prima fase della Coppa America 1989, disputata in Brasile, l'Argentina batté Cile e Uruguay (doppio 1-0) e pareggiò per 0-0 contro Ecuador e Bolivia. Nella seconda fase fu eliminata dopo aver perso per 2-0 sia contro il Brasile sia contro l'Uruguay e aver pareggiato (0-0) contro il Paraguay. La squadra annoverava, tra gli altri, Pumpido, Brown, Ruggeri, Clausen, Cuciuffo, Burruchaga, Maradona, Enrique, Giusti (tutti campioni del mondo nel 1986), Claudio Caniggia, Abel Balbo, Luis Islas, Néstor Sensini, Gabriel Calderón, Néstor Gorosito e Pedro Troglio.
Al campionato mondiale del 1990 l'Argentina si presentò con una rosa competitiva. La difesa era guidata da Ruggeri, ottimo difensore centrale del Real Madrid, pericoloso nei suoi sganciamenti offensivi. I difensori Olarticoechea, Serrizuela e Simón erano dei discreti comprimari. Il portiere era Goycochea che, subentrato all'infortunato Pumpido, si dimostrò all'altezza e disputò un buon mondiale. Il centrocampo era composto da buoni giocatori, fra cui si distinsero Burruchaga del Nantes e Basualdo dello Stoccarda. L'attacco offriva gli elementi migliori della squadra: il forte ventitreenne dell'Atalanta Caniggia e il fuoriclasse Maradona, trentenne del Napoli.
Malgrado le attese, la squadra argentina partì male, venendo sconfitta, come otto anni prima, nella gara inaugurale per 1-0 (stavolta dal Camerun), e si qualificò in extremis alla seconda fase venendo ripescata come una delle migliori terze. Tuttavia, grazie soprattutto al talento di Maradona, riuscì ad eliminare agli ottavi il Brasile, battendolo per 1-0 dopo una partita in cui subì il dominio degli avversari, che colpirono due pali con Dunga ed Alemão e mancarono facili occasioni da rete con Careca. Decisivo fu l'assist della stella del Napoli a Claudio Caniggia, che a dieci minuti dal termine dei tempi regolamentari si involò verso la porta brasiliana e siglò a porta vuota il gol della vittoria. Ai quarti di finale l'Argentina se la vide con la temibile Jugoslavia, che proponeva una delle sue migliori formazioni di sempre. I sudamericani, seppur in superiorità numerica già dopo mezz'ora di gioco per l'espulsione del difensore Šabanadžović, hanno la meglio solo ai tiri di rigore (3-2 dopo lo 0-0 dei tempi supplementari) e in semifinale si trovarono nuovamente di fronte l'Italia padrona di casa (le due nazionali si sfidarono per la quinta edizione consecutiva del mondiale). Al San Paolo di Napoli, dove Maradona era idolo indiscusso, gli azzurri si portarono in vantaggio nel primo tempo con Salvatore Schillaci, ma nella ripresa Caniggia mise fine all'imbattibilità dell'estremo difensore italiano Walter Zenga, che durava da 518 minuti. Ai rigori l'Argentina li segnò tutti, mentre Goycochea neutralizzò i tiri di Roberto Donadoni e Aldo Serena, sancendo un approdo in finale che ad una sudamericana in Europa mancava da trentadue anni (il Brasile in Svezia nel 1958). In finale l'avversaria fu, come nel 1986, la Germania Ovest, che stavolta batté i sudamericani per 1-0 in una sorta di rivincita, grazie ad un rigore alquanto dubbio, concesso a sei minuti dalla fine dei tempi regolamentari e trasformato da Andreas Brehme. Fu questa la prima finale nella storia del mondiale in cui la nazionale sconfitta non segnò neppure un gol e la prima decisa da un calcio di rigore.

## La prima era Basile
Dopo lo sfortunato esito della finale dello stadio Olimpico di Roma, Bilardo annunciò le proprie dimissioni, dicendo di considerare chiuso il proprio ciclo alla guida dell'Albiceleste. Fece altrettanto Maradona, che disse di reputare il mondiale italiano l'ultimo da lui disputato, anche se, tempo dopo, il fuoriclasse tornerà sui propri passi.
Al posto di Bilardo fu assunto come CT Alfio Basile, che almeno all'inizio della propria gestione decise di puntare in misura maggiore su giovani calciatori che militavano nel campionato locale. Il nuovo commissario tecnico esordì nel febbraio del 1991 battendo per 2-0 in amichevole a Rosario l'Ungheria. La squadra giocò poi alcuni tornei amichevoli come la Coppa Stanley Rous, dove pareggiò per 2-2 contro l'Inghilterra a Wembley. A marzo Maradona risultò positivo alla cocaina dopo un controllo antidoping in Italia e venne sospeso per quindici mesi.
Nell'edizione del 1991, che si tiene in Cile, l'Argentina riesce ad aggiudicarsi per la tredicesima volta la Coppa America, a trentadue anni dall'ultimo successo, con ottime prestazioni. Al torneo parteciparono dieci squadre, divise dapprima in due gironi da cinque squadre ciascuno. Le quattro compagini classificatesi al primo e al secondo posto dei due gironi furono poi inserite in un girone finale all'italiana, alla vincente del quale venne assegnata la coppa. La squadra debuttò con una vittoria convincente (3-0) contro il Venezuela, poi regolò anche i padroni di casa del Cile (1-0) e il Paraguay (4-1). Nella seconda fase, che consisteva in un girone finale tra le quattro squadre qualificatesi, ebbe la meglio anche sul Brasile (3-2), pareggiò per 0-0 ancora con il Cile e sconfisse la Colombia per 2-1, vincendo così la coppa grazie al primo posto nel raggruppamento. Nei sette incontri disputati la selezione biancoceleste ottenne sei vittorie e un pareggio e piazzò il proprio giovane attaccante Gabriel Omar Batistuta al primo posto nella classifica dei marcatori, con sei gol. Altre stelle di quella formazione argentina sono Sergio Goycochea, Leonardo Astrada, Claudio Caniggia, Diego Simeone, Darío Franco, Leo Rodríguez.
Nel 1992 l'Argentina vinse due tornei amichevoli, la Coppa Kirin (torneo amichevole in cui sconfigge Giappone e Galles) e la Coppa re Fahd, poi riconosciuta dalla FIFA come la prima edizione della Confederations Cup, torneo in cui l'Albiceleste ebbe la meglio su Costa d'Avorio (4-0) e su Arabia Saudita (3-1).
Il 24 febbraio 1993 Maradona tornò a vestire la maglia dell'Argentina in occasione della Coppa Artemio Franchi, contro la Danimarca a Mar del Plata. L'Argentina vinse per 5-4 dopo i tiri di rigore dopo un pareggio per 1-1.
Nella Coppa America 1993, in Ecuador, l'Argentina si confermò campione del Sudamerica. Nonostante Maradona fosse tornato alla regolare attività agonistica dopo la squalifica per uso di droga, Basile non lo convocò. Al suo posto chiamò Simeone, che vestì l'emblematica maglia numero 10 dell'Albiceleste. Nei primi tre incontri la squadra di Basile raccolse due pareggi, due 1-1 contro Messico e Colombia, e una vittoria di misura (1-0) contro la Bolivia, avanzando così alla seconda fase. Qui eliminò per la seconda volta consecutiva il Brasile sconfiggendolo per 6-5 dopo i tiri di rigore (1-1 dopo 120 minuti). In finale affrontò il Messico e lo batté per 2-1 (doppietta di Batistuta). Pur vincendo due sole partite nei tempi regolamentari, l'Argentina mise le mani sul proprio quattordicesimo titolo continentale. Tra le stelle della squadra vi erano Goycochea, Ruggeri, Batistuta, Franco, Simeone, Fernando Redondo e Luis Islas.
Immediatamente dopo la Coppa America vinta in Ecuador l'Argentina fu impegnata nelle qualificazioni al campionato mondiale del 1994 in programma negli USA. Inserita nel girone con Colombia, Paraguay e Perù, batté i peruviani a Lima (1-0) e i paraguiani ad Asunción (3-1), ma perse per 2-1 contro i colombiani a Barranquilla. A Buenos Aires l'Albiceleste prevalse sul Perù (2-1), pareggiò (0-0) contro il Paraguay e, nell'ultima partita del girone, il 5 settembre 1993, subì una clamorosa disfatta contro la Colombia, che battendo gli argentini per 5-0 li condannò alla peggiore sconfitta dal 1958, quando avevano perso per 6-1 al mondiale svedese. La squadra colombiana, ricca di talenti, chiuse le qualificazioni da imbattuta e costrinse gli argentini a giocarsi un posto per il mondiale statunitense agli spareggi contro la vincente della zona Oceania. Il più importante quotidiano nazionale, El Gráfico, titolò "Vergüenza" (Vergogna) per esprimere tutta l'indignazione degli argentini per la débâcle.
L'Argentina affrontò dunque l'Australia, che, come previsto, aveva avuto la meglio nel raggruppamento oceaniano delle qualificazioni al mondiale e aveva battuto prima la Nuova Zelanda in un primo play-off e, dopo i tiri di rigore, il Canada, seconda classificata del terzo turno della zona CONCACAF. Basile chiese a Maradona di tornare in nazionale. La stella accettò la convocazione e raggiunse i compagni a Sydney, dove il 31 ottobre 1993 le due nazionali pareggiarono per 1-1. Il ritorno si giocò a Buenos Aires e vide gli argentini prevalere per 1-0, grazie a un gol di Batistuta propiziato da una giocata di Maradona.
In preparazione al mondiale la compagine allenata da Basile affrontò in amichevole Brasile (sconfitta per 0-2 a Recife), Marocco (vittoria per 3-1 a Salta) e Israele (3-0 a Ramat Gan).
Al mondiale del 1994 l'Argentina venne eliminata agli ottavi di finale dalla Romania, dopo una sconfitta per 3-2 a Pasadena. La partecipazione della squadra al torneo fu segnata dalla triste vicenda di Maradona, risultato positivo all'efedrina dopo un controllo antidoping e radiato già dal presidente della federcalcio argentina Julio Grondona, ancor prima della sua squalifica di quindici mesi comminatagli dalla FIFA. Maradona aveva guidato l'Argentina alla vittoria nelle prime due partite e aveva segnato un gol, il terzo, di pregevole fattura nella vittoria per 4-0 all'esordio contro la Grecia. Il debutto contro gli ellenici aveva visto in gran spolvero Batistuta, autore di una tripletta. Nel secondo impegno negli Stati Uniti, quello dopo il quale era scoppiato lo scandalo Maradona, la squadra di Basile aveva vinto per 2-1 contro la Nigeria (doppietta di Caniggia). Nel terzo incontro la squadra, scossa da quanto accaduto al proprio fuoriclasse, aveva perso contro la Bulgaria.

## L'era Passarella
Nell'agosto 1994 il ruolo di CT dell'Argentina fu affidato a Daniel Passarella, capitano dell'Albiceleste campione del mondo 1978.
Nel gennaio 1995 l'Argentina fu finalista perdente nella Coppa re Fahd, vinta tre anni prima. Perse, infatti, contro la Danimarca campione d'Europa in carica per 2-0.
La squadra si qualificò senza problemi al campionato del mondo del 1998, vincendo un girone sudamericano di qualificazione, introdotto proprio in occasione di queste eliminatorie, dove era assente il Brasile, campione del mondo e ammesso di diritto a Francia '98. La rosa della nazionale era molto "italiana". Vi figuravano, infatti, undici giocatori che giocavano nel campionato di Serie A italiano, quattro militanti nella Primera División spagnola, uno nel campionato svizzero e solo sei militanti in quello argentino. In rosa vi erano Roberto Ayala e José Antonio Chamot, Matías Almeyda e Claudio López, Diego Pablo Simeone, Gabriel Omar Batistuta, Ariel Ortega, Juan Sebastián Verón, Abel Balbo, Hernán Crespo, Marcelo Gallardo. Il cammino argentino in terra francese iniziò con tre vittorie di fila nel girone, contro Giappone (1-0), Giamaica (5-0) e Croazia (1-0). Agli ottavi di finale l'Argentina eliminò l'Inghilterra dopo i tiri di rigore (2-2 al termine dei tempi supplementari). Ai quarti di finale, contro i Paesi Bassi, la squadra di Passarella passò in svantaggio, ma riuscì a pareggiare con Claudio López. A un minuto dalla fine dei tempi regolamentari, Dennis Bergkamp andò in gol e qualificò gli oranje.
Passarella, accusato dalla stampa di eccessivo difensivismo nella partita contro gli olandesi, fu bersaglio di dure critiche e nel settembre 1998 lasciò la panchina della Selección a Marcelo Bielsa.

## L'era Bielsa
Il nuovo tecnico adottò uno stile di gioco concreto, che fece storcere il naso agli esteti. L'Argentina, assente alla Coppa America 2001 in Colombia per rinuncia (il 10 luglio, alla vigilia della prima partita, rende nota la propria decisione lamentando minacce di morte ricevute dai propri calciatori), si qualificò come prima classificata nel girone di qualificazione sudamericano al mondiale 2002, con tredici punti di vantaggio sulla seconda, l'Ecuador, il miglior attacco, la miglior difesa, e dopo aver subito una sola sconfitta in diciotto partite giocate. La squadra era ancora molto "italiana", con Almeyda, Samuel, Lopez, Zanetti, Batistuta, Simeone, Crespo, Chamot.
In Giappone e Corea del Sud arrivò una grande delusione per l'Albiceleste. Dopo la vittoria di misura contro la Nigeria, la Selección perse contro l'Inghilterra. Nell'ultima partita, contro la Svezia, non andò oltre l'1-1 e fu clamorosamente eliminata al primo turno.
Malgrado il fallimento, alla fine di luglio 2002 Bielsa fu confermato. Sotto la sua guida la nazionale argentina raggiunse poi la finale della Coppa America 2004, persa contro il Brasile ai tiri di rigore, dopo che i tempi supplementari si erano conclusi con il punteggio di 2-2. In agosto Bielsa condusse la compagine albiceleste alla vittoria della medaglia d'oro alle Olimpiadi di Atene del 2004.
Il 15 settembre 2004 Bielsa si dimise.

## L'era Pekerman
A Bielsa subentrò José Pekerman, con cui la Selección si qualificò agevolmente al mondiale tedesco del 2006, giungendo seconda nel girone di qualificazione sudamericano dietro al Brasile, ma a pari punti con i verde-oro. Nella Confederations Cup 2005 l'Argentina giunse seconda nel proprio raggruppamento, a pari punti con la Germania padrona di casa, avendo vinto contro Tunisia (2-1) e Australia (4-2) pareggiato contro i tedeschi (2-2). La squadra eliminò dunque il Messico in semifinale (1-1 dopo i tempi supplementari, 6-5 dopo i tiri di rigore) e nella finale fu nuovamente opposta al Brasile, nella classica sfida, valida per la finale, vinta anche stavolta dai brasiliani, con un netto 4-1.
In vista del campionato del mondo 2006 Pekerman attuò delle esclusioni eccellenti: nella lista dei convocati erano assenti Zanetti, Martín Demichelis e soprattutto Juan Sebastián Verón, pare a causa di un litigio con il capitano Juan Pablo Sorín. In attacco vi era ancora Crespo, con Julio Cruz, Carlos Tévez, Javier Saviola e un giovanissimo Lionel Messi. L'Albiceleste iniziò il torneo come una delle grandi favorite per la vittoria finale: dopo aver vinto uno dei gironi più difficili, precedendo Paesi Bassi, Costa d'Avorio e Serbia e Montenegro, agli ottavi superò il Messico per 2-1 dopo i tempi supplementari, ma ai quarti di finale fu eliminata dalla Germania padrona di casa dopo i tiri di rigore, successivi all'1-1 maturato dopo 120 minuti di gioco.

## La seconda era Basile, la gestione di Maradona

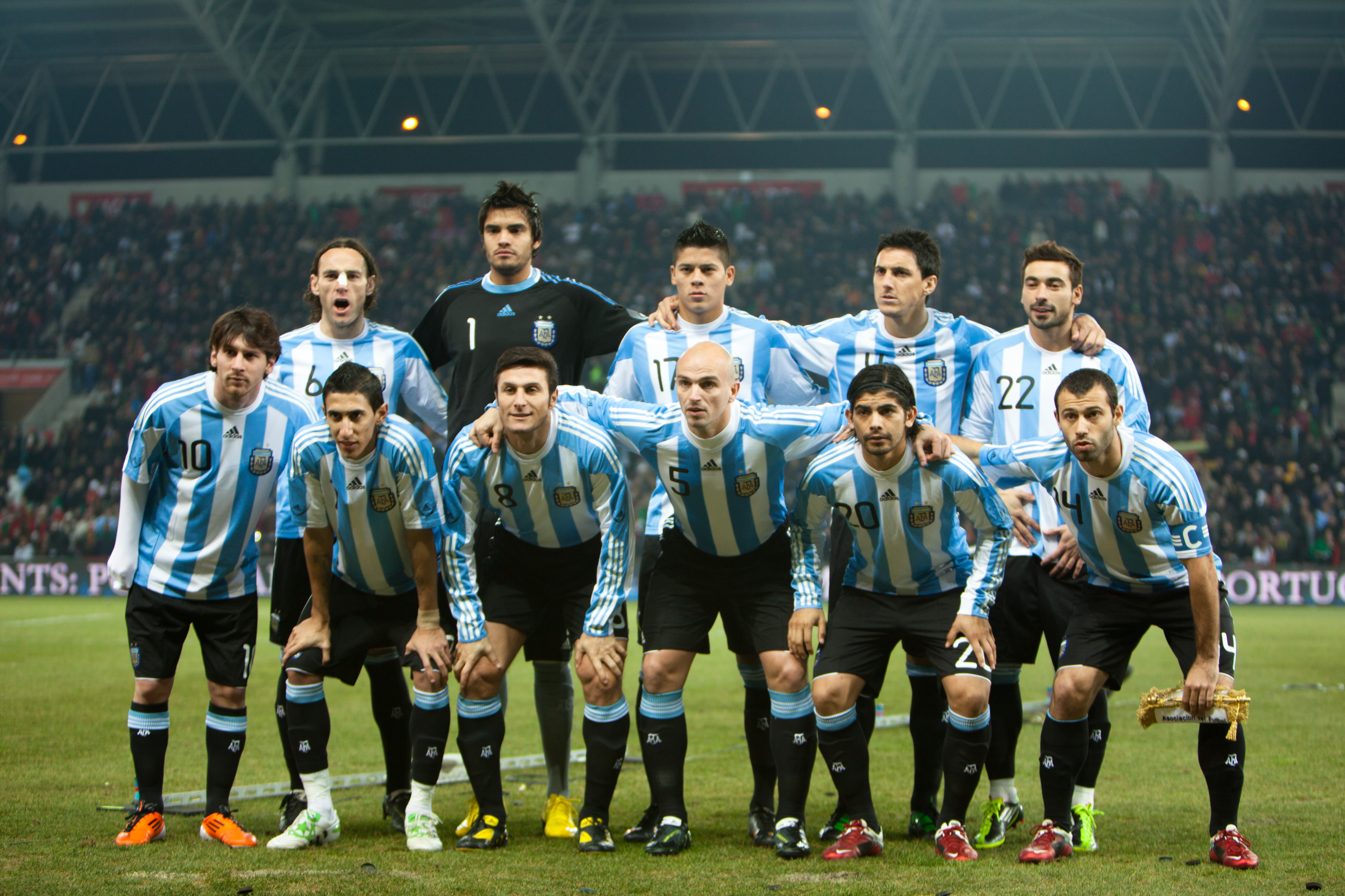
La formazione argentina scesa in campo nell'amichevole contro il nel 2011

Conclusosi il mondiale tedesco, Pekerman rassegnò le dimissioni e fu sostituito, dal settembre 2006, da Alfio Basile, già alla guida della nazionale albiceleste al mondiale del 1994. Nel marzo 2007, un mese dopo aver battuto in amichevole la Francia per 1-0, l'Argentina raggiunse per la prima volta il vertice della classifica mondiale della FIFA.
Nell'estate seguente, nella finale della Coppa America 2007 in Venezuela, l'Argentina subì un netto 3-0 dal Brasile, perdendo la seconda finale consecutiva del torneo contro i brasiliani e la terza finale di fila con i verde-oro, se si considera anche la finale della Confederations Cup 2005. Dall'ottobre 2007 al giugno 2008 la squadra occupò nuovamente il primo posto del ranking FIFA per nazionali.
Nell'autunno 2008 la federazione argentina affidò la panchina a Diego Armando Maradona, il quale esordì battendo il Venezuela in una gara di qualificazione al campionato mondiale del 2010. Pur subendo nelle successive 4 partite altrettante sconfitte con 12 reti al passivo (per mano di Bolivia, Ecuador, Brasile e Paraguay; clamoroso il 6-1 contro la Bolivia in trasferta), Maradona conseguì la qualificazione al campionato del mondo 2010. Fondamentali furono le vittorie ottenute nelle ultime due giornate del girone contro Perù ed Uruguay. Sotto la gestione Maradona arrivarono inoltre quattro vittorie in amichevoli contro selezioni europee (Scozia, Francia, Russia e Germania). Nel diramare la lista dei convocati per la fase finale del mondiale sudafricano, Maradona attuò esclusioni eccellenti: mancavano Javier Zanetti, Esteban Cambiasso, Fernando Gago, Gabriel Milito ed Éver Banega.
Nella fase finale del mondiale, in Sudafrica, dopo aver vinto il girone a punteggio pieno, la squadra argentina rivisse una situazione identica a quella del mondiale 2006: sconfitto il Messico negli ottavi, venne nuovamente battuta dalla Germania ai quarti (stavolta con il punteggio di 4-0). Maradona lasciò l'incarico dopo la disfatta.

## Le gestioni di Batista e Sabella

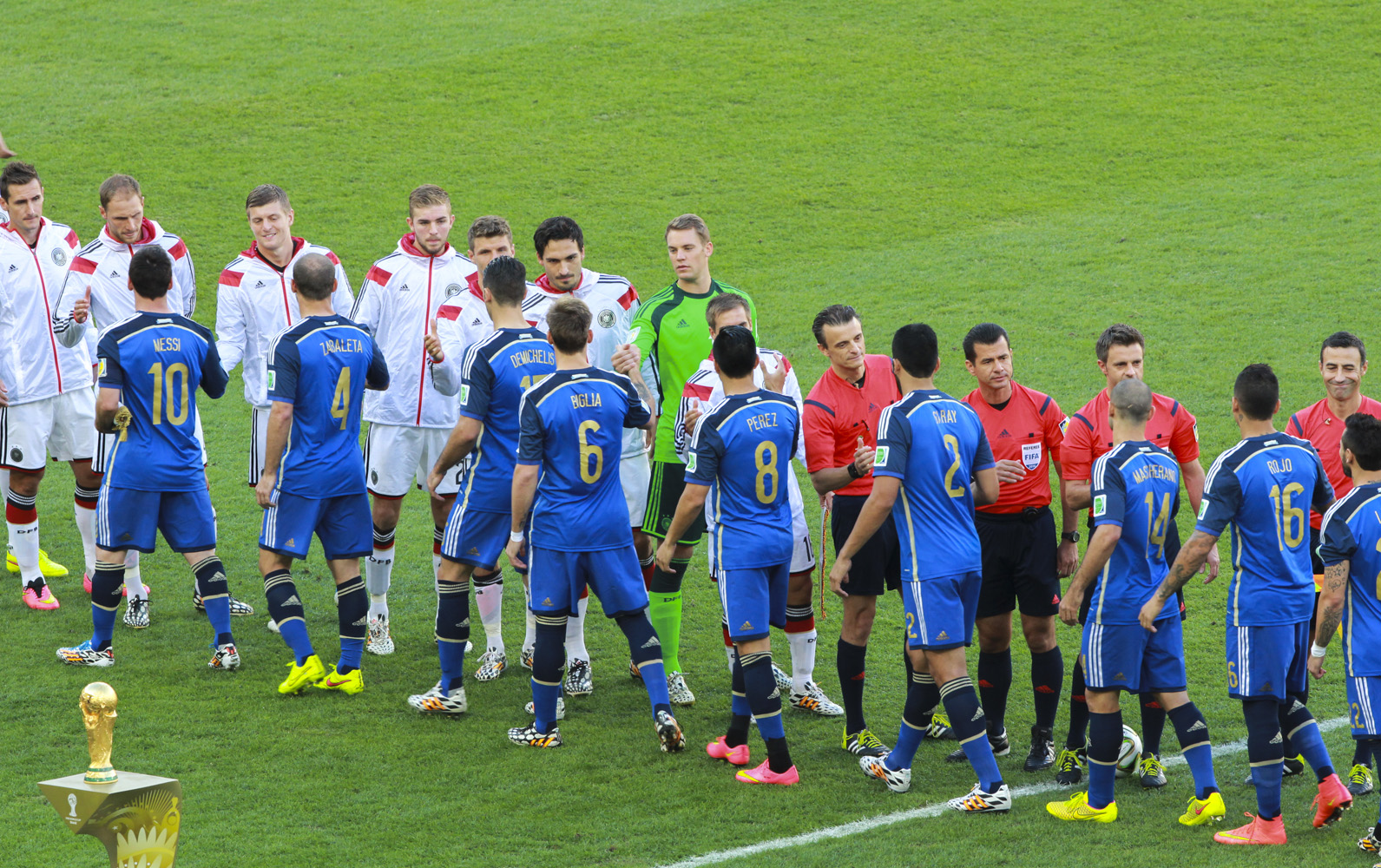
Argentina e Germania prima della finale del campionato mondiale del 2014

Dal 27 luglio 2010 al 26 luglio 2011 a guidare la formazione argentina fu Sergio Batista, già medaglia d'oro alla guida della selezione albiceleste alle Olimpiadi di Pechino 2008.
Batista lasciò dopo l'eliminazione subita nella Coppa America 2011, competizione da cui l'Argentina, padrona di casa, fu estromessa ai quarti di finale ai tiri di rigore dall'Uruguay, dopo aver ottenuto la qualificazione alla fase a eliminazione diretta pareggiando per 1-1 contro la Bolivia e per 0-0 contro la Colombia e vincendo per 3-0 contro la Costa Rica.
Successore di Batista fu Alejandro Sabella, sotto la cui gestione, malgrado un inizio altalenante, l'Argentina, guidata dal nuovo capitano Lionel Messi, ottenne l'accesso al campionato del mondo 2014 con 32 punti in classifica e 35 reti all'attivo (primato) in 16 partite.
In Brasile l'Albiceleste chiuse a punteggio pieno la fase a gironi: le avversarie battute furono l'esordiente Bosnia ed Erzegovina, l'Iran e la Nigeria. Messi fu l'uomo-squadra nella fase a gironi. segnando il gol del 2-1 sulla Bosnia-Erzegovina, il gol della vittoria contro l'Iran(1-0) e la doppietta contro la Nigeria. Nei turni a eliminazione diretta l'Argentina estromise, invece, tre nazionali europee: nell'ordine la Svizzera agli ottavi, il Belgio ai quarti e i Paesi Bassi in semifinale, questi ultimi superati ai tiri di rigore. Nella sequenza dal dischetto contro gli olandesi fu decisivo il portiere Sergio Romero, il quale neutralizzò i tentativi di Ron Vlaar e Wesley Sneijder. Il cammino riportò l'Argentina in finale a un campionato del mondo, dopo ventiquattro anni. A contenderle il titolo mondiale, al Maracanã di Rio de Janeiro, furono ancora i tedeschi, i quali si confermarono "bestia nera" per gli argentini e vinsero con un gol nei supplementari.

## L'era Martino
Il 28 luglio 2014 Sabella si dimise e gli subentrò Gerardo Martino, soprannominato El Tata. Il nuovo commissario tecnico raggiunse per due anni consecutivi la finale di Coppa America, ma perse in entrambi i casi dal dischetto contro il Cile. La squadra, per due volte vice-campione continentale, confermò la tradizione negativa nelle finali.

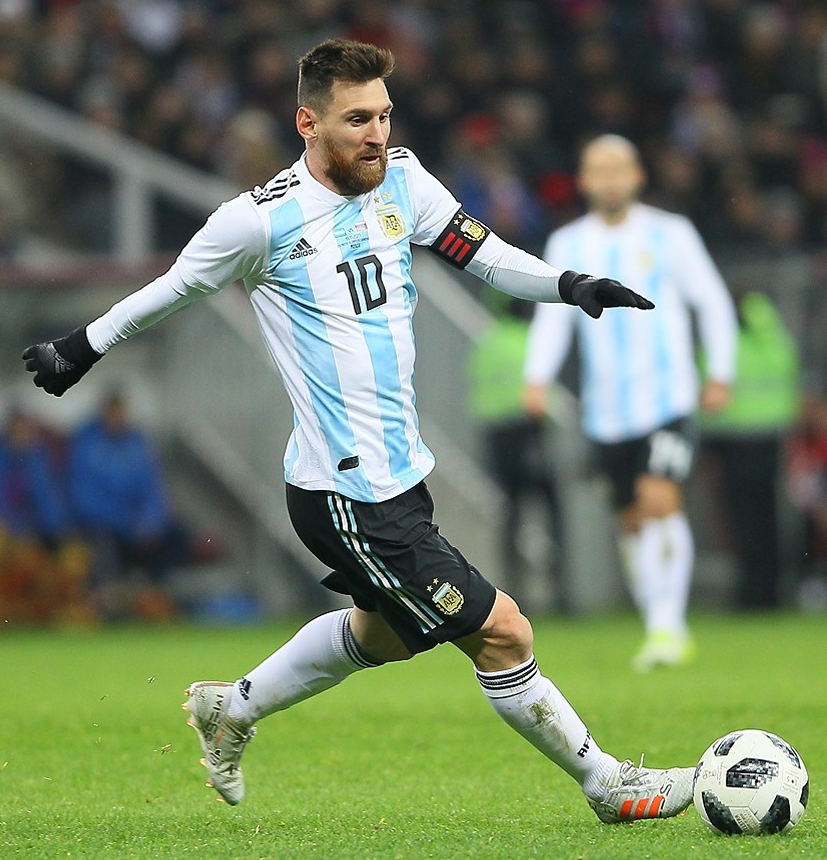
Lionel Messi, primatista di presenze e reti con la Selección

Nella Coppa America 2015 la nazionale argentina vice-campione del mondo uscente, inserita tra le favorite, superò la prima fase con un pareggio contro il Paraguay (2-2) e due vittorie contro Uruguay (1-0) e Giamaica (1-0). Ai quarti di finale eliminò la Colombia battendola per 5-4 dopo i tiri di rigore (0-0 dopo 120 minuti di gioco). Dopo aver travolto il Paraguay per 6-1 in semifinale, ebbe accesso alla finale del 4 luglio contro il Cile padrone di casa, allo Stadio nazionale del Cile di Santiago. Ancora una volta l'Argentina mancò l'appuntamento con la vittoria. Dopo che i tempi regolamentari e supplementari si conclusero sullo 0-0, con poche occasioni da rete per entrambe le squadre, il trofeo venne assegnato ai rigori. I cileni furono infallibili dal dischetto (andarono a segno con quattro tiri su quattro), mentre gli argentini sbagliarono due tiri su tre (segnò solo Messi; Higuaín calciò il pallone fuori e Banega si fece parare il tiro dal portiere cileno Bravo). Per la nazionale cilena fu un'affermazione storica, la prima in novantanove anni di storia della competizione. Per l'Argentina, invece, si trattò della terza finale di Coppa America persa nelle ultime quattro edizioni.
Dal luglio all'ottobre 2015 l'Argentina occupò ancora una volta il primo posto della classifica mondiale della FIFA, posizione raggiunta nuovamente nell'aprile 2016 e mantenuta fino al marzo 2017.
La nazionale argentina esordì nella Copa América Centenario, che si svolse negli Stati Uniti nel 2016, battendo per 2-1 il Cile, già sconfitto per 2-1 pochi mesi prima in una partita di qualificazione al campionato mondiale del 2018. Poi superò agevolmente Panama (5-0, con Messi che mette a segno la prima tripletta in gare ufficiali con l'Albiceleste) e Bolivia (3-0). Grazie al successo per 4-1 contro il Venezuela ai quarti di finale, gli uomini di Gerardo Martino si qualificarono per le semifinali, dove prevalsero nettamente sugli Stati Uniti padroni di casa (4-0). Contro gli statunitensi Lionel Messi andò in rete con un pregevole calcio di punizione, siglando il suo cinquantacinquesimo gol in nazionale, che gli consentì di superare Gabriel Omar Batistuta e di diventare il primatista di gol segnati con la maglia della nazionale argentina. Come nel 2015, anche in questa edizione della Coppa America l'Argentina affrontò in finale il Cile, tra l'altro già suo avversario nella fase a gironi. Come l'anno precedente, la partita, disputata il 27 giugno al MetLife Stadium di East Rutherford, si concluse sullo 0-0 dopo i tempi supplementari; ai rigori vinse ancora una volta la squadra cilena, stavolta per 4-2. Tra gli argentini sbagliarono dal dischetto Messi (che calciò il pallone alto sulla traversa) e Biglia (che si fece parare il rigore da Bravo), mentre l'unico dei cileni a sbagliare fu Vidal (che si fece parare il tiro da Sergio Romero). Per l'Argentina fu la terza sconfitta consecutiva in una finale nei precedenti tre anni e la quarta consecutiva in finale di Coppa America. Inoltre, considerando anche la Coppa del mondo e la Confederations Cup, fu la settima finale persa consecutivamente dagli argentini nei precedenti ventuno anni nelle tre principali competizioni per nazionali.
Le mancate vittorie portarono all'abbandono di Messi (il quale, a 29 anni, annunciò inizialmente il proprio ritiro dalla nazionale, per poi cambiare idea e decidere di proseguire la propria carriera con l'Albiceleste) e di Martino, dimessosi qualche giorno dopo la sconfitta contro i cileni.

## Da Bauza a Sampaoli

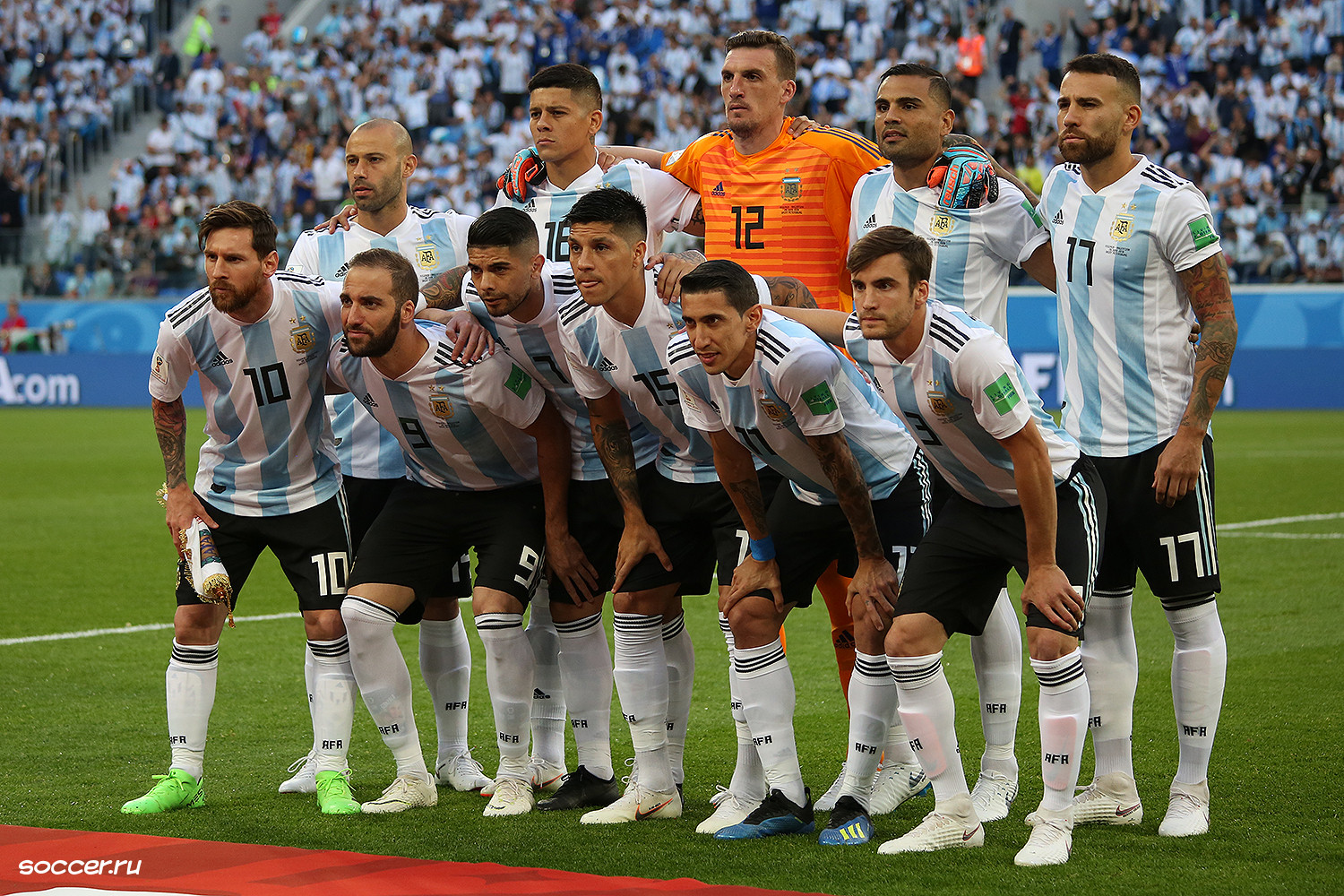
L'undici titolare dell'Argentina contro la al campionato mondiale 2018

Il 1º agosto 2016 venne annunciata la nomina di Edgardo Bauza a nuovo CT della nazionale argentina. Questi convinse al rientro Messi, subito autore di un gol decisivo contro l'Uruguay nella prima gara di qualificazione al campionato mondiale di Russia 2018. L'11 aprile 2017, a seguito di risultati deludenti nelle qualificazioni, Bauza venne sollevato dall'incarico dopo 3 vittorie, 2 pareggi e 3 sconfitte, con la squadra al quinto posto nel girone sudamericano (piazzamento che l'avrebbe costretta a disputare il play-off interzona). Gli subentrò Jorge Sampaoli, che rivitalizzò la selezione e la condusse alla qualificazione diretta a Russia 2018 grazie a 3 vittorie e 3 pareggi nelle rimanenti gare del girone eliminatorio. L'Argentina si qualificò battendo all'ultimo respiro l'Ecuador, grazie alla tripletta del fuoriclasse Messi.
Nella fase finale del mondiale russo l'Argentina esordì pareggiando per 1-1 contro l'Islanda, poi, nella seconda partita, perse contro la Croazia (3-0), sconfitta che generò polemiche sul gioco della squadra e sull'allenatore, accusato di scarsa autorevolezza e di subire le scelte dei "senatori" dello spogliatoio. Il girone si concluse con il match contro la Nigeria. Gli argentini, passati in vantaggio con una rete di Messi, all'inizio del secondo tempo, furono raggiunti nel punteggio dagli avversari, a segno su calcio di rigore. La Selección, sull'orlo dell'eliminazione, a pochi minuti dalla fine trovò la rete del definitivo vantaggio con Marcos Rojo. Grazie alla contemporanea vittoria della Croazia sull'Islanda, l'Argentina si qualificò, dunque, agli ottavi, dove affrontò la Francia: dopo aver ribaltato l'iniziale vantaggio francese con i gol di Di María e Gabriel Mercado, subì la rimonta dei francesi, che si portano sul 4-2 prima di subire un gol da Agüero su assist di Messi, che fissò il punteggio sul 4-3. L'Albiceleste uscì così dal mondiale agli ottavi di finale per la terza volta nella storia e Sampaoli fu sollevato dall'incarico.

## L'era Scaloni-Messi
Il 3 agosto 2018 Lionel Scaloni fu nominato CT ad interim in attesa che la federazione scegliesse un nuovo selezionatore, ma, avendo ottenuto 4 vittorie e un pareggio in 6 amichevoli, si vide confermata la fiducia in vista della Coppa America 2019. Nel torneo l'Argentina superò la fase a gironi grazie al secondo posto dietro la Colombia, da cui fu sconfitta nel match inaugurale del raggruppamento, poi eliminò ai quarti il Venezuela e cadde in semifinale contro il Brasile. Chiuse poi al terzo posto, imponendosi nella finale di consolazione contro il Cile. 

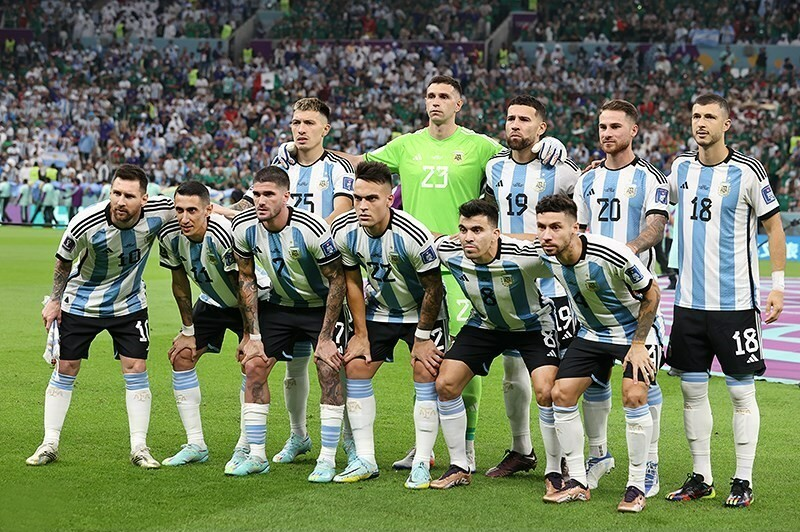
La nazionale argentina vincitrice del campionato mondiale 2022, qui prima della gara contro il

Nella Coppa America, disputata anch'essa in Brasile, l'Albiceleste tornò a vincere il trofeo continentale dopo ventotto anni: vinto il girone di prima fase con 10 punti in 4 partite, eliminò l'Ecuador ai quarti di finale (3-0) e la Colombia in semifinale (1-1 dopo 90 minuti di gioco, 3-2 dopo i tiri di rigore), approdando alla finale contro i padroni di casa del Brasile. A decidere l'incontro in favore della squadra di Scaloni fu un gol di Ángel Di María segnato nel primo tempo; con questo risultato la nazionale argentina tornò in testa all'albo d'oro della competizione, raggiungendo la nazionale uruguaiana a quota quindici successi.
Grazie a questa vittoria, la squadra si qualificò per la partita di Coppa dei Campioni CONMEBOL-UEFA contro i campioni d'Europa dell'Italia, nello stadio londinese di Wembley. La selezione di Scaloni si impose per 3-0 con reti di Lautaro Martinez e Ángel Di María nel primo tempo e Paulo Dybala nel finale di partita. Si trattò della seconda affermazione dell'Albiceleste nella competizione, tornata a disputarsi dopo trent'anni dalla edizione del 1993, quando era denominata Coppa Artemio Franchi.
Il 18 dicembre 2022 l'Argentina di Scaloni, guidata dalla stella di Lionel Messi, si aggiudicò il campionato del mondo di Qatar, a trentasei anni dall'ultimo trionfo nella competizione. La qualificazione al mondiale fu ottenuta grazie al secondo posto dietro al Brasile nel girone sudamericano, concluso senza sconfitte in 17 partite. Durante la gestione di Scaloni la squadra fece, per altro, registrare una striscia di 36 partite consecutive senza sconfitte (seconda migliore striscia di imbattibilità stabilita da una nazionale, superata solo da quella dell'Italia con 37), dal rovescio nella finale della Coppa America 2019 a quello subito nella partita d'esordio al mondiale qatariota del 2022, in rimonta (1-2) contro l'Arabia Saudita. Dopo questa sconfitta gli argentini, vincendo per 2-0 nel girone contro Messico e Polonia, si aggiudicarono il primato nel raggruppamento di prima fase e approdarono così agli ottavi di finale, dove eliminarono l'Australia (2-1), per poi prevalere per 4-3 ai tiri di rigore (2-2 dopo i tempi supplementari) contro i Paesi Bassi ai quarti di finale. Vinta anche la semifinale contro la Croazia (3-0), la nazionale argentina approdò alla finale contro la Francia campione del mondo. Allo stadio Iconico di Lusail gli argentini chiusero il primo tempo in vantaggio per 2-0 (reti di Messi su rigore e Di María), ma a nove minuti dalla fine furono raggiunti sul pari (doppietta di Mbappé, autore di due gol in due minuti); la sfida proseguì, dunque, ai tempi supplementari, dove un altro gol di Messi fu vanificato dal gol del 3-3 di Mbappé. L'epilogo ai tiri di rigore fu favorevole all'Albiceleste, che trasformò in rete tutti e quattro i tentativi dal dischetto (contro i due gol su quattro tentativi dei francesi) e sollevò al cielo di Doha la Coppa del mondo, con Messi premiato come miglior giocatore della competizione.
Il successo al mondiale qatariota consentì all'Argentina di salire al secondo posto della classifica mondiale della FIFA e poi di balzare nuovamente in testa alla graduatoria nell'aprile 2023, dopo sei anni.
Il successivo banco di prova per gli argentini fu la Coppa America 2024, tenutasi negli Stati Uniti d'America. L'Albiceleste, presentatasi al torneo da campione in carica, superò agevolmente il girone vincendo con Canada (2-0), Cile (1-0) e Perù (2-0), poi eliminò Ecuador ai quarti di finale (1-1 dopo novanta minuti, 4-2 dopo i tiri di rigore) e il Canada in semifinale (2-0), approdando alla finale di Miami contro la Colombia. Un gol di Lautaro Martínez messo a segno nei tempi supplementari fissò il punteggio sull'1-0 per gli argentini, che così si aggiudicarono il trofeo per la seconda volta di fila e la sedicesima in totale, staccando nell'albo d'oro l'Uruguay e diventando la nazionale più titolata nella competizione.